# Kaixu-nadin-ahhe
Kaixu-nadin-ahhe va ser el tercer i últim rei de la II Dinastia del País de la Mar, que va regnar de l'any 1007 aC a l'any 1005 aC a Babilònia. Durant el seu regnat, molt breu, es va patir una gran fam que va obligar a deixar sense ofrenes el temple de Xamaix a Sippar. Va succeir Ea-mukin-zeri.
Va ser fill d'un personatge anomenat SAPpaia, per altra banda desconegut. Podria ser d'ètnia cassita. La Llista Sincrònica de reis, que relaciona els reis d'Assíria amb els de Babilònia, diu que era contemporani d'Assurnasirpal I (ca. 1050 aC - 1031 aC), però és més probable que regnés quan governava Assíria Aixurrabi II (1013 aC - 972 aC).
La Crònica Dinàstica diu que va ser enterrat en un palau, però no se sap en quin. Queden molt poques referències del seu regnat, a part d'una menció sobre la fam del país a la seva època en una tauleta votiva que un altre rei de Babilònia, Nabu-apla-iddina (888 aC a 855 aC) va ofrenar al Déu del Sol. També es troba el seu nom inscrit en una punta de llança.